# Клан Белфор
Клан Белфор (шотл. – Clan Balfour) – клан Бальфур - один з кланів рівнинної частини Шотландії – Лоуленда. На сьогодні клан не має визнаними герольдами Шотландії вождя, тому називається «кланом зброєносців».
Гасло клану: Вперед!
Резиденція вождів клану: Замок Бурлей (шотл. - Burleigh Castle), Кінросс.

## Історія клану Белфор
Назва клану Белфор виникла від назви землі та вотчини Белфор, що знаходиться біля злиття річок Оре та Левен в землі Файф. 
Вперше клан Белфор згадується в історичних документах за 1304 рік. У документі згадується Джон де Белфор (шотл. - John de Balfure). Вільям де Белфор згадується в грамотах Дункана – графа Файф (1331 - 1335).
Майкл де Белфор згадується в грамотах короля Шотландії Девіда II щодо Ізабелли де Файф у 1365 році, той же Майкл де Белфор володів землями на кордоні Кіркнесса та Лоухора в 1395 році. 
Джон Белфор отримав від короля Шотландії Джеймса II (1437 - 1460) грамоти на володіння землею. Його нащадки служили при дворі короля Шотландії і пізніше стали називатися Белфор Берлі. 
Нині існує більше 20 септів клану Белфор, що в різний час володіли різними землями в Файф.
Джеймс Артур Белфор (1848 – 1930) був прем'єр-міністром Сполученого Королівства Велика Британія з 1902 до 1905 року. 